# Ortiporio
Ortiporio é uma comuna francesa na região administrativa da Córsega, no departamento de Alta Córsega. Estende-se por uma área de 5 km². 